# Tutong 2 (jezik)
Tutong 2 (noviji naziv tutong; ISO 639-3: ttg), jezik istoimenog plemena koji se govori oko istoimenog grada u Bruneju. Jezično se klasificira sjeverozapadnoj skupini malajsko polenezijskih jezika; po novijoj klasifiakciji sjevernobornejskoj skupini. Razlikuje se od tutong 1 jezika koji pripada dusunskoj podskupini bisaya.
Oko 12 000 (1996 Martin, Ozog, and Poedjosoedarmo) pripadnika ove grupe označavaju se od strane vlade kao Tutong 2, za raziku od Tutonga 1.

## Vanjske poveznice
- Ethnologue (14th)
- Ethnologue (15th)